# Cuchivilo

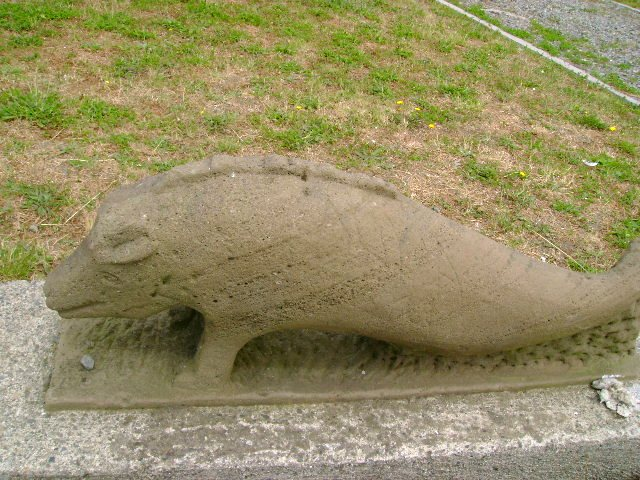
Representación artística de un cuchivilo en piedra cancagua.

El cuchivilo o cuchivilu (del castellano dialectal cuchi: cerdo y del mapudungun filu: culebra), es un animal acuático fantástico de la mitología chilota. Se le atribuyen los destrozos que se producen en los corrales de pesca (un método tradicional de pesca de Chiloé, abandonado en la década de 1980 por disposiciones).

## Descripción
El cuchivilo es una criatura del tamaño de un lobo marino que pareciera la fusión entre un cerdo y una serpiente, pues la parte superior, cabeza y patas delanteras, son las de un cerdo, y la parte posterior es la de una culebra o serpiente marina.

## Leyenda
Según la leyenda, los cuchivilos habitarían en el fondo del mar, en zonas poco profundas y cercanas a las orillas de las islas del mar interior de Chiloé. Igualmente suelen ir a nadar a esteros, lagunas o pantanos; razón por la cual hay que tener cuidado que al bañarse en estos lugares, ya que si alguien se baña en las mismas aguas donde estuvo este ser, al poco tiempo se le cubriría el cuerpo de granos o de sarna. Igualmente es peligroso escucharlo, ya que su gruñido es similar al de un cerdo y anuncia que la persona que lo escucha, tendrá una corta vida.
Como a los cerdos, a esta criatura le gusta revolcarse en el fango, y se cree que siempre está hambriento. Su alimento predilecto son los mariscos y los peces y por esta razón es que se introduce en los corrales de pesca. Además de comer y destrozar los pescados atrapados en el corral, destruye la construcción y hoza en la arena del mismo modo que lo haría un cerdo normal en la tierra. Sin embargo, el principal problema de la visita del cuchivilo al corral no es el destrozo, sino que después del ataque, el corral queda maldito y jamás se volverá a atrapar un solo pez en él. Para quitar la maldición, se debe realizar una ceremonia mágica conocida con el nombre de cheputo o threputo; en que las personas deben  golpear los bordes del corral con ramas de laurel ahumadas con "mapucho" (tabaco chilote).